# Carol E. Reiley
Carol E. Reiley es una emprendedora, ingeniera en informática y robótica. Es una pionera en Telecontrol y sistemas de robot autónomo en aplicaciones como cirugía, exploración espacial, rescate en caso de desastre y coches de conducción autónoma.Ha trabajado en Intuitive Surgical, Lockheed Martin, y General Electric. Ha cofundado, invertido, y sido presidenta de Drive.ai levantando más de $77 millones. Es la primera ingeniera en la cubierta de revista MAKE y está reconocida por Forbes, Inc, y Cuarzo como una de los fundadores superiores en Inteligencia Artificial. Es autora y publica libros para niños.  Es actualmente CEO de un startup de cuidado de la salud, consejera creativa de la Sinfonía de San Francisco, y portavoz de la marca Guerlain Cosméticos.

## Biografía
Carol Elizabeth Reiley nació en Sílex, Míchigan en 1982 y se mudó a Vancouver, Washington en una edad joven. Su padre es ingeniero y su madre encargada de vuelo; Reiley agradece a ambos favorecer su interés en la tecnología y el trabajo humanitario global. Tiene un hermano más joven, el cual es también ingeniero. Reiley es americana asiática (china) y creció en una casa en la que se hablaba mandarín.
Reiley recibió su grado en Ingeniería de Informática por la Universidad de Santa Clara en 2004 con una concentración de investigación de robótica, y un máster en Informática de Johns Hopkins University en 2007, especializando en haptics. Entonces se matricula en un programa de doctorado en investigación especializando en visión artificial / inteligencia artificial. Paso un año en el Laboratorio de Inteligencia Artificial Universitario de Stanford con su director de doctorado.
Se casó con Andrew Ng en 2014. Su anuncio de compromiso estuvo presentado en el Espectro de IEEE.

## Carrera
Reiley empezó su primer negocio a los 10 años, inspirado en la saga de libros de Club de Niñeras. Su primer trabajo profesional fue con 15 años como personalidad televisiva en Homework Helpline, un espectáculo de cable local geared hacia K-12 graders, contestando cuestiones matemáticas e inglesas.
Construyó productos para sistemas robóticos quirúrgicos en Intuitivos Quirúrgicos, sistemas robóticos espaciales en Lockheed Martin, y coches auto-conducidos en drive.ai. En 2011, Reiley fundó Tinkerbelle Laboratorios, una compañía de código abierto centrada en favorecer a aficionados en proyectos hazlo-tu-mismo baratos.
Ha sido profesora en Johns Hopkins University co-enseñando cursos de Haptics para Robótica Quirúrgica (2006); y en Desarrollo de Aplicaciones para Facebook (2009).
Reiley Fundó Squishybotz, una compañía de educación y es la autora y editora de Making a Splash, un libro para niños sobre mentalidad social (2015).
En 2015, cofunda y es presidenta de drive.ai. Fue inversora inicial y financió la compañía con el fondo de su boda. En 2018,  empieza una nueva startup sobre cuidados de la salud aunque todavía es consejera a drive.ai. También es miembro del Consejo Ingeniería de Santa Clara University.
En 2018,  anuncia que es portavoz para Guerlain y Harper's Bazaar, para lanzar una nueva campaña de belleza internacional. Se han publicado artículos sobre ella en Vogue (revista británica), el New York Times, y Wired por su trabajo en Inteligencia artificial.
Se unirá a la Sinfonía de San Francisco  como uno de los ocho fundadores del consejo creativo bajo su nuevo director musical Esa-Pekka Salonen.

## Búsqueda y publicaciones
Reiley Empezó su primer año universitario haciendo investigación de robótica submarina y consiguiendo una licencia de buceo. Su investigación continuo varios años, y su interés se expandió a Haptics y brazos robóticos industriales. Fue seleccionada para ser investigadora de pregrado en la Asociación de Investigación Informática.
Reiley fue nombrada Investigadora de posgrado de la Fundación Nacional de Ciencias (2008-2010) para investigar estrategias para mejorar la interacción humana y robótica para su doctorado. Fue elegida para ser miembro en el consejo de Sociedad de robótica y Automatización del IEEE (2008-2009) para juntar iniciativas para miles de investigadores. Fue la miembro más joven en el consejo.
En 2018,  tiene ya ocho patentes técnicas, y ha sido autora de más de una docena de artículos publicados en varias actas de conferencias científicas, revistas importantes y conferencias.

## Defendiendo la diversidad
Reiley ha defendido activamente la diversidad en ingeniería e IA. Mientras estaba en Johns Hopkins University,  estaba en el consejo fundador de la Organización de las Mujeres Licenciadas y en el consejo de la 
Whiting School of Engineering Diversity. En Universidad de Santa Clara, cofundo la Asociación para Maquinaria Computacional y la Sociedad de Ingeniería de Mujeres. Dirigió el Reto de Sistemas de Robótica JHU (2004-2011), los eventos SWE y ACM, y talleres de Computer Mania Day que sirvió a miles de estudiantes de minorías marginadas. Publicó un estudio en una revista de educación acerca de la diversidad de los estudiantes de instituto en competiciones de robótica.
Se unió a All Raise, una organización sin ánimo de lucro que trabaja por la diversidad e inclusión, como mentora y Fundadora para el cambio (2018).

## Fabricante
Reiley es un conocida DIY hacker. Ha publicado varios tutoriales de código abierto, incluido el primer truco de "Air Guitar Hero", un ejercicio de rehabilitación divertido para personas con amputaciones; y un sistema de monitor de presión arterial DIY para países del tercer mundo. Ha hablado en Marker Faire y en el Festival de Ciencia e Ingeniería de los EEUU. varias veces, y fue la primera ingeniera en la portada de la revista Make. Sus diseños impresos en 3D han sido presentados en el desfile de moda CES.
Su primer invento fue una ratonera humana que diseñó a los 8 años para atrapar a su hámster.

## Apariciones públicas
Reiley ha dado dos charlas TEDx, y ha sido conferenciante en la MIT Technology Review Conference, The Atlantic, World Government Summit, Microsoft CEO summit y Festival de Ciencia e Ingeniería EEUU.
Ha sido una colaboradora invitada del IEEE Spectrum, Techcrunch, y MIT Tech Review.

## Premios
- Top 50 mujeres en tecnología por Forbes (2018)[38]
- Índice de fundadores de Quartz (Puesto #18, 2018),[39]
- Las Mujeres Emprendedoras más Innovadoras de la revista Inc. (2017)
- Las Mujeres más Influyentes de Silicon Valley (2016)
- Investigadora de posgrado de la Fundación Nacional de Ciencias (2008-2010)
- Premio de licenciada superior en la Sociedad de Mujeres Ingenieras (2007)
- Investigadora de pregrado en la Asociación de Investigación Informática (2003)